# Похід Александра Епірського до Південної Італії
Похід Александра Епірського до Південної Італії – військова кампанія, котра проводилась у 333 – 330 рр. до н.е. епірським царем Александром.

Мапа Південної Італії, на якій зокрема позначені згадані у статті Сіпонто, Тарент, Метапонт, Гераклея, Фурії (Thurioi), Теріна, Посейдонія

В той час, як Александр Македонський вирушив завойовувати Перську імперію, його дядько (брат Олімпіади – матері македонського царя) та цар Епіру Александр вирішив здійснити похід до Італії. Юстин повідомляє, що він узявся да цього так ревно, наче його племіннику дістався за жеребом схід, а йому – захід. А в творі Авла Гелія Александру Епірському приписується бажання перемогти народ справжніх чоловіків – римлян, на відміну від подібних до жінок персів.
Зручний привід для втручання у справ Великої Греції надали традиційні суперечки потужного грецького міста Тарент (розташовувалось на західному узбережжі півострова Салентина, котрий відділяє Адріатичне море від затоки Таранто) з місцевими племенами. Юстин наголошує на конфлікті з бруттіями, котрі проживали на півострові Калабрія (тобто займали протилежний від Таренту берег затоки Таранто). Втім, як зрозуміло із наступної оповіді, суперниками виступали також япіги, котрі мешкали по сусідству з Тарентом уздовж Адріатичного моря, і луканці, землі яких знаходились між територіями япігів та брутіїв. 
Прибувши до Італії (ймовірно, у 333 р. до н.е.),Александр передусім розпочав кампанію проти апулійців (япігів). За даними Лівія, він узяв місто Сипонт (на адріатичному узбережжі за сотню кілометрів північніше від Барі), котре відносилось до території давнійців – найпівнічнішого з племен япігів. Втім, доволі швидко епірський правитель припинив боротьбу з апулійцями та уклав союз із їх царем, столицею якого Юстин називає Брундізій (знаходився на землях мессапів – південного племені япігів). 
Після цього Александр зосередився на боротьбі із проживаючими далі на захід племенами. Його союзниками при цьому виступали грецькі колнії, зокрема, Юстин прямо називає велике грецьке місто Метапонт, розташоване на луканському узбережжі затоки Таранто. В той же час, ініціатор прибуття епірського царя Тарент через якийсь час увійшов з ним у конфлікт. 

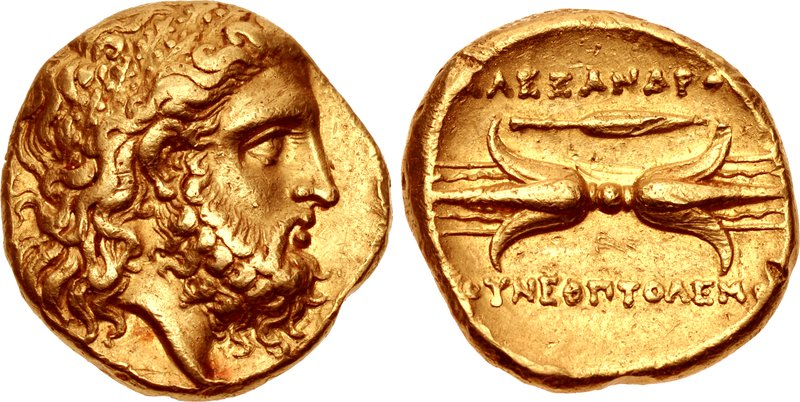
статер Александра І

Лівій повідомляє про неодноразові перемоги Александра над луканцями та бруттіями. Зокрема, він здійснив вторгнення зі сторони Пестума (Посейдонії, на луканському узбережжі Тірренського моря) та завдав поразки луканцям і приєднавшимся до них самнітам (землі останніх знаходились північніше від Луканії). Після цього він уклав союз із римлянами, котрі ворогували із самнітами (всього через кілька років почнеться Перша Самнітська війна).
І Лівій, і Юстин пишуть також про численні захоплені епірським царем міста. Зокрема, відомо, що він оволодів містом Потенція (наразі Потенца), розташованим далеко вглиб від узбережжя, у північних землях луканів неподалік від кордону з самнітами. Також Александр захопив бруттійські Теріну (грецька колонія на тирренському узбережжі калабрійського півострова, підкорена бруттіями незадовго перед тим) та Консенцією (сучасна Козенца в горах Калабрії). У тарентинців епірський правитель відібрав залежну від них Гераклею Луканську, розташовану на північному узбережжі затоки Таранто. 
Втім, у підсумку військо Александра через невдале розташування зазнало повного розгрому у битві під Пандосією (на межі територій бруттіїв та луканців), а сам він загинув. Ймовірно, це сталось у 330 р. до н.е.
У відповідності до Юстина, тіло епірського царя викупили та урочисто поховали мешканці розташованого на східному узбережжі калабрійського півострова грецького міста Фурії (увійшовши у конфлікт із тарентинцями, саме сюди Александр намагався перевести з Гераклеї Луканської шанований у італійських греків релігійний фестиваль). Втім, Лівій повідомляє, що тіло Александра привезли до Метапонту та далі відправили у Епір.